# Protocol d'enllaç dinàmic
El protocol d'enllaç dinàmic (DTP) és un protocol de capa d'enllaç propietari desenvolupat per Cisco Systems amb el propòsit de negociar l'enllaç troncal en un enllaç entre dos commutadors compatibles amb VLAN i per negociar el tipus d'encapsulació d'enllaç troncal que s'ha d'utilitzar. Els troncs VLAN formats mitjançant DTP poden utilitzar els protocols de troncal IEEE 802.1Q o Cisco ISL.
No s'ha de confondre DTP amb VTP, ja que tenen propòsits diferents. VTP comunica informació d'existència de VLAN entre commutadors. DTP ajuda amb l'establiment de ports troncals. Cap dels dos protocols transmet les trames de dades que porten els troncs.

## Canvia els modes de port
Existeixen els paràmetres de mode de port de commutació següents:
- Accés — posa el port Ethernet en mode permanent sense troncal i negocia per convertir l'enllaç en un enllaç no troncal. El port Ethernet es converteix en un port no troncal encara que el port veí no estigui d'acord amb el canvi.
- Trunk — Posa el port Ethernet en mode de troncal permanent i negocia per convertir l'enllaç en un enllaç troncal. El port es converteix en un port tronc encara que el port veí no estigui d'acord amb el canvi.
- Automàtic dinàmic — fa que el port Ethernet estigui disposat a convertir l'enllaç en un enllaç troncal. El port es converteix en un port troncal si el port veí està configurat en mode troncal o dinàmic desitjable. Aquest és el mode predeterminat per a alguns ports de commutació.
- Dinàmic desitjable — fa que el port intenti de manera activa convertir l'enllaç en un enllaç troncal. El port es converteix en un port troncal si el port Ethernet veí està configurat en mode troncal, dinàmic desitjable o automàtic dinàmic.
- No-negociar — desactiva el DTP. El port no enviarà trames DTP ni es veurà afectat per cap trames DTP entrants. Si voleu establir un tronc entre dos commutadors quan el DTP està desactivat, heu de configurar manualment el tronc mitjançant l'ordre (tronc en mode de commutació) a ambdós costats.

La configuració del mode de port de commutació configurada es coneix com a mode administratiu de troncal del port. El comportament actual d'un port determinat després de negociar amb el port veí es coneix com a mode operatiu de troncal del port.